# Francesco Luigi del Palatinato-Neuburg
Francesco Luigi del Palatinato-Neuburg (Neuburg an der Donau, 18 luglio 1664 – Breslavia, 6 aprile 1732) fu vescovo e arcivescovo di molte diocesi e Gran Maestro dell'Ordine Teutonico, senza tuttavia mai ricevere né l'ordinazione sacerdotale né quella episcopale.

## Biografia

### I primi anni e la carriera a Breslavia
Egli era figlio dell'Elettore Palatino Filippo Guglielmo e della principessa Elisabetta Amalia d'Assia-Darmstadt.
Quando venne eletto vescovo di Breslavia, già suo fratello Volfango Giorgio Federico era stato proposto per questa carica, ma era morto prima che la scelta venisse comprovata. Con il supporto della corte viennese (la sorella di Francesco Luigi, Eleonora Maddalena, era la terza moglie dell'imperatore Leopoldo I) venne eletto vescovo di Breslavia nel 1683.
Dopo appena due anni di reggenza, divenne Governatore della Slesia, mostrandosi come uno degli ecclesiastici più potenti della sua epoca. Nel 1687 ottenne il suddiaconato. Per la diocesi di Breslavia, dal 1694 attuò un processo di riorganizzazione dei seminari, creando nel 1702 l'Università di Breslavia, la cosiddetta "Leopoldina", e nel 1711 fondò l'Ospedale di Barmherzigen, oltre ad aver già fondato l'orfanotrofio "Orphanotropheum" nel 1702. Dal 1729 iniziò anche la costruzione della nuova residenza dei vescovi, oltre ad inaugurare la nuova chiesa parrocchiale di San Nicolao a Ottmachau, nei pressi della propria residenza di Niederschloss (1706-1707).

### Vescovo di Worms
Alla morte del fratello Luigi Antonio del Palatinato-Neuburg nel 1694, Francesco Luigi divenne vescovo di Worms. Qui egli si procurò tra le altre cose di restaurare la cattedrale della città, donando a proprie spese i fondi per la costruzione di un orfanotrofio, mantenendo nella città la propria sede sino alla propria morte. Si preoccupò anche di regolare e rinnovare la diocesi, stabilendovi una chiesa ed un collegio di gesuiti tra il 1702 ed il 1729.

### Gran Maestro dell'Ordine Teutonico e arcivescovo di Treviri
Nel 1694 ricevette anche l'incarico di presiedere alla direzione dell'Ordine Teutonico, carica già concessa a suo fratello Luigi Antonio. Egli riorganizzò l'ordine e si batté fortemente contro le false concessioni delle medaglie dell'ordine perpetrate dal Principe del Brandeburgo e del Re di Prussia.
Dal 1716 al 1729 rivestì anche l'incarico di principe-arcivescovo di Treviri, attivandosi molto per la giurisdizione della diocesi. Sotto il suo regno la distrutta Treviri tornò a risorgere dalle proprie ceneri, con la costruzione di un ponte sul fiume Mosella e la ristrutturazione della Cattedrale in stile barocco.

### Gli ultimi anni e l'incarico a Magonza
Nella città, Francesco Luigi iniziò molte riforme amministrative e giuridiche come la costruzione della Deutschhaus.
Dopo che Francesco Luigi era stato nominato nel 1710 coadiutore e gran cancelliere dell'arcidiocesi di Magonza, nel 1729 divenne il successore di quella sede arcivescovile. Dal momento che il Papa gli impedì di mantenere tutte queste sedi episcopali, rinunciò al proprio incarico a Treviri e si occupò a tempo pieno di Magonza.
Francesco Ludovico morì a Breslavia e venne sepolto nella cattedrale della città, in una cappella da lui appositamente fatta costruire, decorata con gli affreschi di Carlo Innocenzo Carloni.

## Ascendenza
|                                           |                           |                                   | Genitori                            |  |  | Nonni |  |  | Bisnonni                             |  |  | Trisnonni                           |  |
|                                           |                           |                                   |                                     |  |  |       |  |  | Filippo Luigi del Palatinato-Neuburg |  |  | Volfango del Palatinato-Zweibrücken |  |
|                                           |                           |                                   |                                     |  |  |       |  |  | Filippo Luigi del Palatinato-Neuburg |  |  | Volfango del Palatinato-Zweibrücken |  |
|                                           |                           | Anna d'Assia                      |                                     |  |  |       |  |  | Filippo Luigi del Palatinato-Neuburg |  |  |                                     |  |
| Volfango Guglielmo del Palatinato-Neuburg |                           |                                   |                                     |  |  |       |  |  | Filippo Luigi del Palatinato-Neuburg |  |  |                                     |  |
|                                           |                           | Anna di Jülich-Kleve-Berg         | Guglielmo di Jülich-Kleve-Berg      |  |  |       |  |  |                                      |  |  |                                     |  |
|                                           |                           | Anna di Jülich-Kleve-Berg         | Guglielmo di Jülich-Kleve-Berg      |  |  |       |  |  |                                      |  |  |                                     |  |
|                                           |                           | Anna di Jülich-Kleve-Berg         | Maria d'Austria                     |  |  |       |  |  |                                      |  |  |                                     |  |
| Filippo Guglielmo del Palatinato          |                           | Anna di Jülich-Kleve-Berg         |                                     |  |  |       |  |  |                                      |  |  |                                     |  |
|                                           |                           | Guglielmo V di Baviera            | Alberto V di Baviera                |  |  |       |  |  |                                      |  |  |                                     |  |
|                                           |                           | Guglielmo V di Baviera            | Alberto V di Baviera                |  |  |       |  |  |                                      |  |  |                                     |  |
|                                           |                           | Guglielmo V di Baviera            | Anna d'Austria                      |  |  |       |  |  |                                      |  |  |                                     |  |
| Maddalena di Baviera                      |                           | Guglielmo V di Baviera            |                                     |  |  |       |  |  |                                      |  |  |                                     |  |
|                                           |                           | Renata di Lorena                  | Francesco I di Lorena               |  |  |       |  |  |                                      |  |  |                                     |  |
|                                           |                           | Renata di Lorena                  | Francesco I di Lorena               |  |  |       |  |  |                                      |  |  |                                     |  |
|                                           |                           | Renata di Lorena                  | Cristina di Danimarca               |  |  |       |  |  |                                      |  |  |                                     |  |
| Francesco Luigi del Palatinato-Neuburg    |                           | Renata di Lorena                  |                                     |  |  |       |  |  |                                      |  |  |                                     |  |
|                                           | Luigi V d'Assia-Darmstadt | Giorgio I d'Assia-Darmstadt       |                                     |  |  |       |  |  |                                      |  |  |                                     |  |
|                                           | Luigi V d'Assia-Darmstadt | Giorgio I d'Assia-Darmstadt       |                                     |  |  |       |  |  |                                      |  |  |                                     |  |
|                                           | Luigi V d'Assia-Darmstadt | Maddalena di Lippe                |                                     |  |  |       |  |  |                                      |  |  |                                     |  |
| Giorgio II d'Assia-Darmstadt              | Luigi V d'Assia-Darmstadt |                                   |                                     |  |  |       |  |  |                                      |  |  |                                     |  |
|                                           |                           | Maddalena di Brandeburgo          | Giovanni Giorgio di Brandeburgo     |  |  |       |  |  |                                      |  |  |                                     |  |
|                                           |                           | Maddalena di Brandeburgo          | Giovanni Giorgio di Brandeburgo     |  |  |       |  |  |                                      |  |  |                                     |  |
|                                           |                           | Maddalena di Brandeburgo          | Elisabetta di Anhalt-Zerbst         |  |  |       |  |  |                                      |  |  |                                     |  |
| Elisabetta Amalia d'Assia-Darmstadt       |                           | Maddalena di Brandeburgo          |                                     |  |  |       |  |  |                                      |  |  |                                     |  |
|                                           |                           | Giovanni Giorgio I di Sassonia    | Cristiano I di Sassonia             |  |  |       |  |  |                                      |  |  |                                     |  |
|                                           |                           | Giovanni Giorgio I di Sassonia    | Cristiano I di Sassonia             |  |  |       |  |  |                                      |  |  |                                     |  |
|                                           |                           | Giovanni Giorgio I di Sassonia    | Sofia di Brandeburgo                |  |  |       |  |  |                                      |  |  |                                     |  |
| Sofia Eleonora di Sassonia                |                           | Giovanni Giorgio I di Sassonia    |                                     |  |  |       |  |  |                                      |  |  |                                     |  |
|                                           |                           | Maddalena Sibilla di Hohenzollern | Alberto Federico di Prussia         |  |  |       |  |  |                                      |  |  |                                     |  |
|                                           |                           | Maddalena Sibilla di Hohenzollern | Alberto Federico di Prussia         |  |  |       |  |  |                                      |  |  |                                     |  |
|                                           |                           | Maddalena Sibilla di Hohenzollern | Maria Eleonora di Jülich-Kleve-Berg |  |  |       |  |  |                                      |  |  |                                     |  |
|                                           |                           | Maddalena Sibilla di Hohenzollern |                                     |  |  |       |  |  |                                      |  |  |                                     |  |

## Stemma
| Immagine | Blasonatura                                                            |
| -------- | ---------------------------------------------------------------------- |
| \| \|    | Francesco Luigi del Palatinato-Neuburg Principe-Arcivescovo di Treviri |
|          |                                                                        |

## Galleria d'immagini
Gli stemmi governativi di Franz Ludwig del Palatinato-Neuburg documentano l'ampiezza delle sue proprietà territoriali.

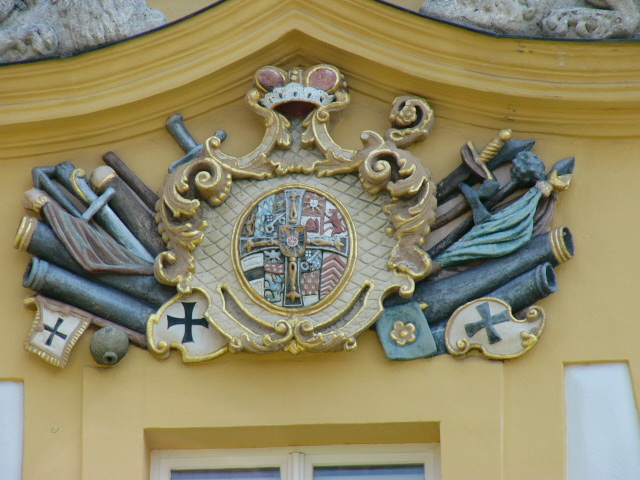
Stemma sopra il portale d'ingresso al castello dell'Ordine Teutonico ad Absberg
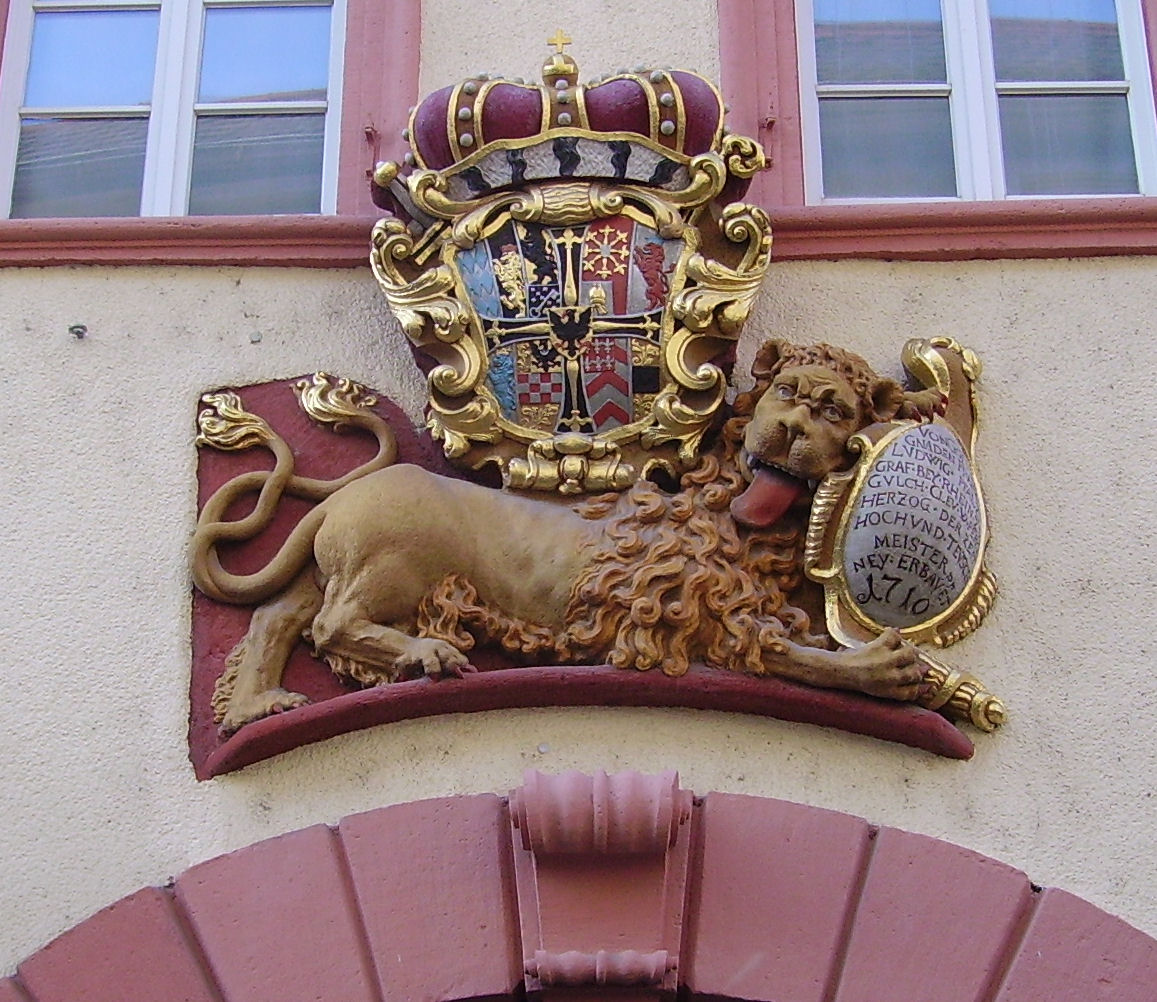
Stemma sopra il portale d'ingresso al castello dell'Ordine Teutonico a Weinheim
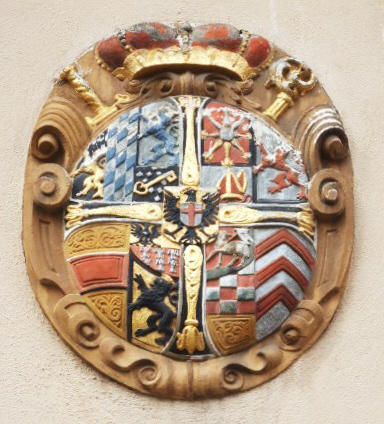
Stemma della Canonica di Ellwangen, del 1717
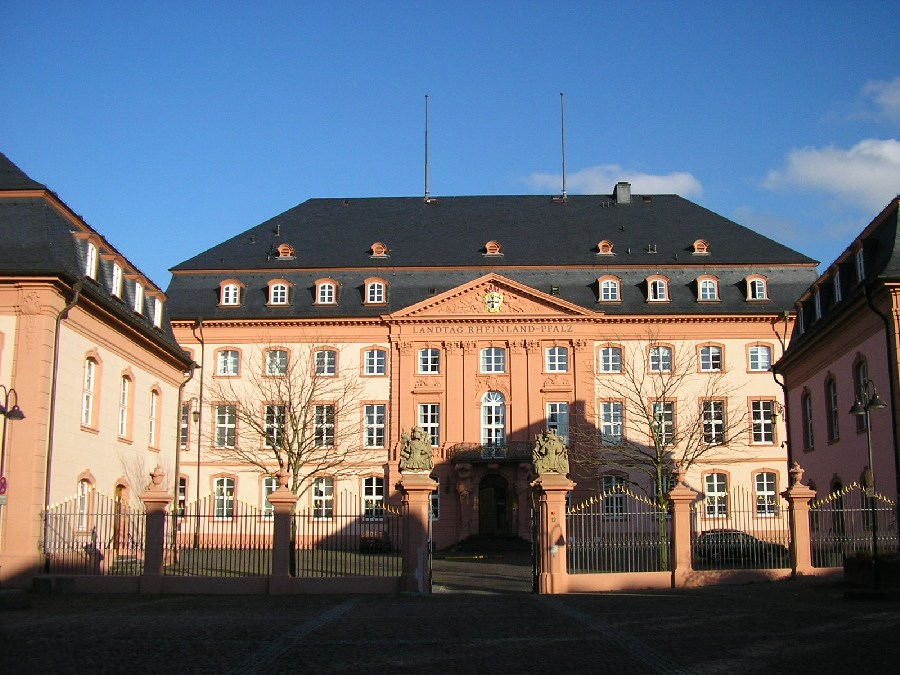
La Deutschhaus a Magonza